# Gwiezdne wojny (gra fabularna)
Star Wars Roleplaying Game (SW RPG) – gra fabularna osadzona w świecie znanym z cyklu filmowego Gwiezdne wojny.
Istnieją dwie oficjalne gry fabularne wykorzystujące świat stworzony przez George’a Lucasa:
- Star Wars D6, stworzona przez West End Games
- Star Wars d20, wydana przez Wizards of the Coast

Żadna z tych gier nie została wydana w Polsce.

## Star Wars D6
Mechanika tego systemu opiera się na rzutach klasycznymi sześciennymi kośćmi do gry.
System tworzenia postaci jest bardzo elastyczny – nie istnieją klasy czy profesje, znane z niektórych innych systemów. Od strony mechaniki postać opisana jest za pomocą sześciu cech zwanych atrybutami (zręczność, wiedza, zdolności mechaniczne, percepcja, siła, zdolności techniczne) oraz zestawu umiejętności, z których każda podporządkowana jest pod konkretny atrybut (np. uniki – zręczność, pilotowanie myśliwców kosmicznych – zdolności mechaniczne). Wartość atrybutu lub umiejętności przekłada się na liczbę kości, którą można wykorzystać podczas testu.
Testy przeprowadzane są za pomocą rzutu przeciwko ustalonemu poziomowi trudności lub przeciw rzutowi przeciwnika. Bohater posiada Punkty Mocy oraz Punkty postaci, które można wykorzystać dla poprawienia wyników testów. Punkty postaci pełnią równocześnie rolę punktów doświadczenia – można wydawać je na rozwinięcie poszczególnych atrybutów i umiejętności postaci.
Stworzono następujące wydania tej gry:
- Pierwsze (Star Wars Roleplaying Game) – w roku 1987 (czarna okładka na wzór plakatu filmowego)
- Drugie (Star Wars Roleplaying Game, 2nd Edition) – w roku 1992 (granatowa okładka z głową Lorda Vadera)
- Drugie poszerzone (Star Wars Roleplaying Game, 2nd Edition, Revised & Expanded) – w roku 1997 (czarna okładka z Sokołem Millenium i myśliwcami)

W sumie przez 11 lat wydano ponad 100 pozycji spod znaku SW RPG, w tym podręczniki źródłowe, gotowe przygody, materiały poświęcone tworzeniu postaci, projektowaniu i prowadzeniu przygód i kampanii itp. Przez wiele lat system RPG stanowił podstawowe źródło informacji o świecie Gwiezdnych wojen dla autorów tworzących licencjonowane materiały – książki, komiksy itp.
System cieszył się dużą popularnością i przynosił firmie wymierne zyski, jednak „na skutek błędnych decyzji finansowych” wydawnictwo West End Games zbankrutowało w 1998 roku, tracąc tym samym licencję na wydawanie gry fabularnej. Od tego czasu system Star Wars d6 nie jest wydawany.

## Star Wars d20
System wydawany był od 2000 roku, po przejęciu licencji na Gwiezdne wojny (ale nie na system SW RPG D6) przez firmę Wizards of the Coast. Mechanika tego systemu opiera się na systemie d20 (używającym zasadniczo dwudziestościennej kości do gry), opracowanym na potrzeby trzeciej edycji systemu fantasy Dungeons & Dragons, z modyfikacjami związanymi ze specyfiką konwencji science fiction.
Wydano następujące podręczniki podstawowe:
- Pierwsze wydanie (Star Wars Roleplaying Game, Core Rulebook) – w roku 2000
- Wydanie poprawione (Star Wars Roleplaying Game, Revised Core Rulebook) – w roku 2002
- Trzecie wydanie (Star Wars Roleplaying Game: Saga Edition) – w roku 2007

Ze względu na niezadowalające wyniki finansowe serii, w roku 2004 WotC zaprzestało wydawania tej gry. W roku 2007 wznowiono jej wydawanie. Nowa edycja, nazwana Saga Edition, jest ściśle powiązana z grą bitewną Star Wars Miniatures, a jej zasady zostały uproszczone w stosunku do poprzednich wersji.

## Świat
Świat odległej Galaktyki, w którym toczy się rozgrywka obu gier fabularnych jest oparty na sadze filmowej George’a Lucasa oraz na książkach, komiksach i grach komputerowych osadzonych w uniwersum Gwiezdnych wojen.
Oficjalne podręczniki sugerują grę w następujących erach:
- okres Opowieści Jedi (kilka tysięcy lat BNH)
- zmierzch Starej Republiki (1000-19 lat BNH)
- zmierzch Imperium oraz era Nowej Republiki (od około 0 do 20+ lat ANH)

## Nawiązania
Na mechanice Star Wars d20 oparta jest komputerowa gra fabularna Knights of the Old Republic firmy BioWare oraz jej kontynuacja o podtytule The Sith Lords, stworzona przez Obsidian Entertainment.